# Пиксилорикария Менезеса
Пиксилорикария Менезеса (лат. Pyxiloricaria menezesi) — вид лучепёрых рыб из семейства кольчужных сомов, единственный представитель рода пиксилорикарий (Pyxiloricaria). Научное название рода происходит от греч. pyx — «хвост» и лат. lorica — «кожаный доспех».

## Описание
Общая длина достигает 14 см, обычно 13,6 см. Губы тонкие. Голова сравнительно большая, в области рыла сужается. Глаза небольшие. На верхней губе присутствуют коротенькие усики, на нижней — усы с бахромой. Туловище стройное, хвостовой стебель узкий. Спинной плавник высокий, с короткой основой и 1 жёстким лучом. Жировой плавник отсутствует. Грудные плавники широкие, с одним шипом. Брюшные плавники значительно уступают грудным, однако тоже довольно широкие. Анальный плавник низкий, удлинённый. Хвостовой плавник короткий, с нитевидным верхним лучом.
Окраска спины серо-коричневая или светло-коричневая с произвольно разбросанными тёмными пятнами. Брюхо имеет беловато-кремовый цвет.

## Образ жизни
Биология изучена недостаточно. Это донная рыба. Предпочитает жить в пресных и прозрачных водоёмах. Держится песчаных почв, прячется у камней или коряг. Этот сомик активен преимущественно в сумерках. Питается растительной пищей.

## Распространение
Обитает в бассейне реки Парагвай на территории Бразилии.